# Samtgemeinde Werlte
In de Samtgemeinde Werlte, gelegen in het landkreis Emsland in de Duitse deelstaat Nedersaksen, voeren vijf gemeenten gezamenlijk hun gemeentelijke taken uit. Het bestuurscentrum van de Samtgemeinde is Werlte.

## Samenwerkende gemeenten
De Samtgemeinde Werlte bestaat uit vijf deelnemende gemeenten (Mitgliedsgemeinden):
|  | 1. Lahn (863 inwoners per 31 december 2019) 2. Lorup (3.171) 3. Rastdorf (1.082) 4. Vrees (1.777) 5. Werlte (hoofdplaats) (10.149) |

Totaal gehele Samtgemeinde per 31 december 2019: 17.042 inwoners.

### Wapensder deelgemeentes

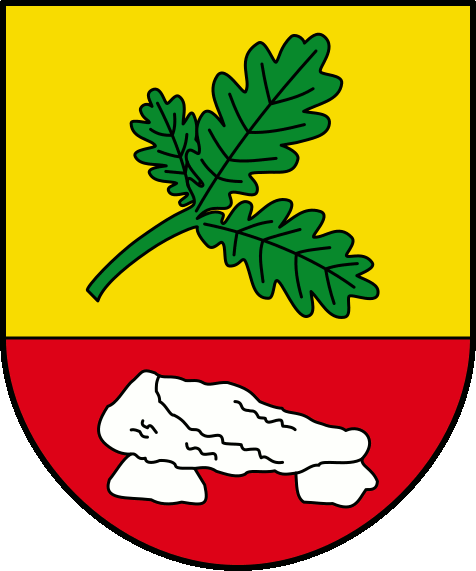
Lahn (Hümmling)
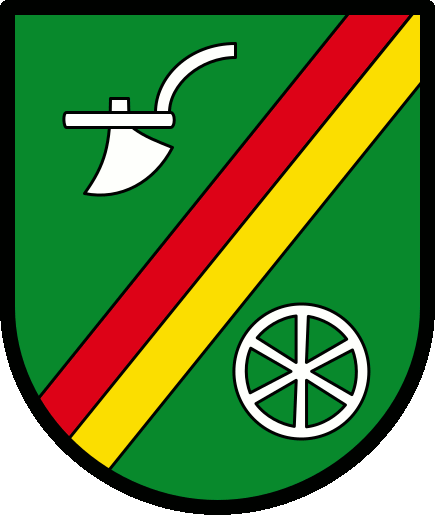
Lorup
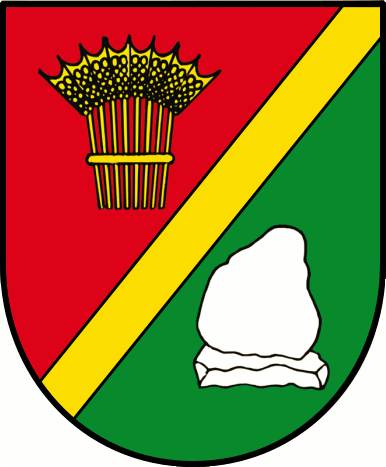
Rastdorf
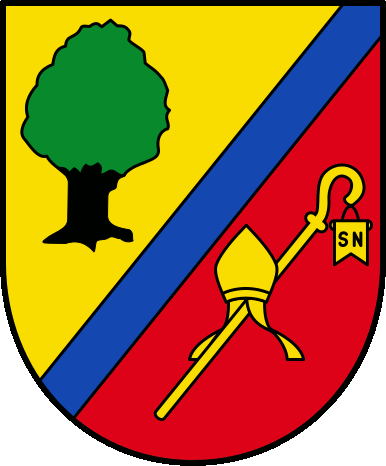
Vrees
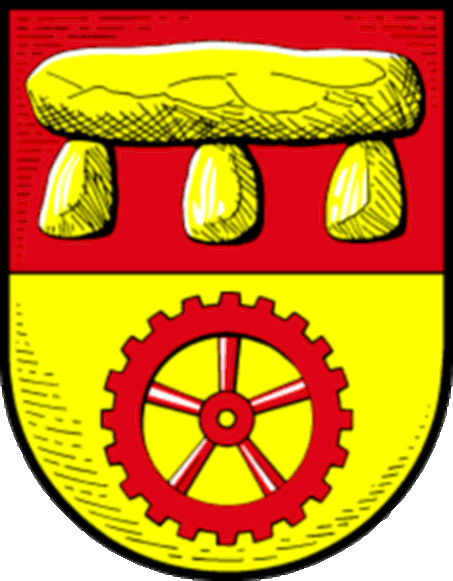
Werlte

Voor de geschiedenis en de belangrijkste aspecten van de economie, zie de pagina's van de deelgemeentes van de Samtgemeinde Werlte.

## Politiek
De Samtgemeinde heeft een eigen adviescollege (Samtgemeinderat) bestaande uit 30 leden. De zetels worden sedert  2016 verdeeld tussen CDU (22), SPD (4) Bündnis 90/Die Grünen (1), AfD (1) en 2 onafhankelijke leden (Duits: Unabhängige Wählergemeinschaft). De burgemeester van de samtgemeinde is Werner Gerdes (CDU).

## Bezienswaardigheden
Voor nadere beschrijving zie de pagina's van de deelgemeentes van de Samtgemeinde Werlte.

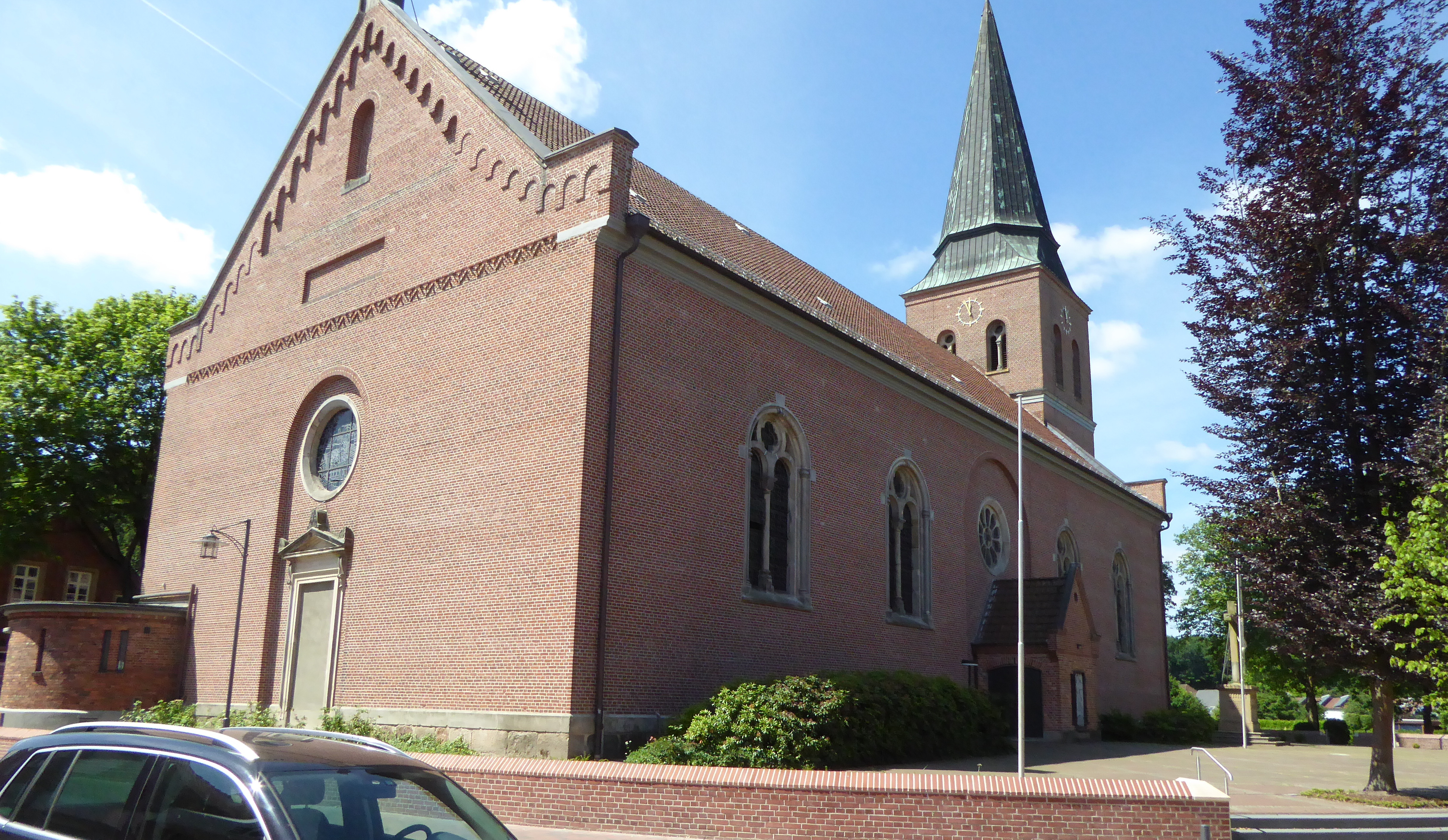
Sint-Sixtuskerk, Werlte
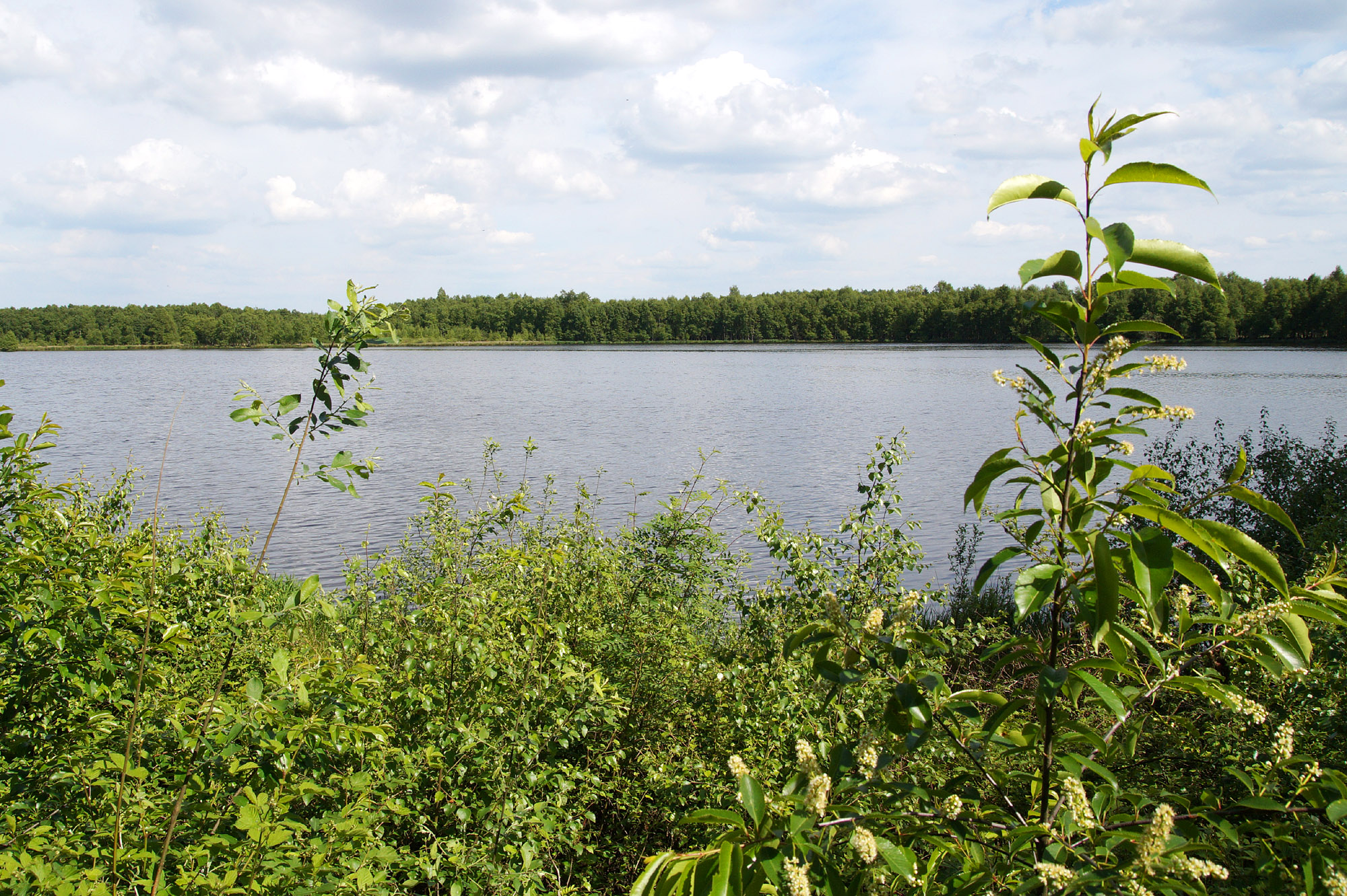
Natuurgebied Theikenmeer (250 ha) ten W van Werlte
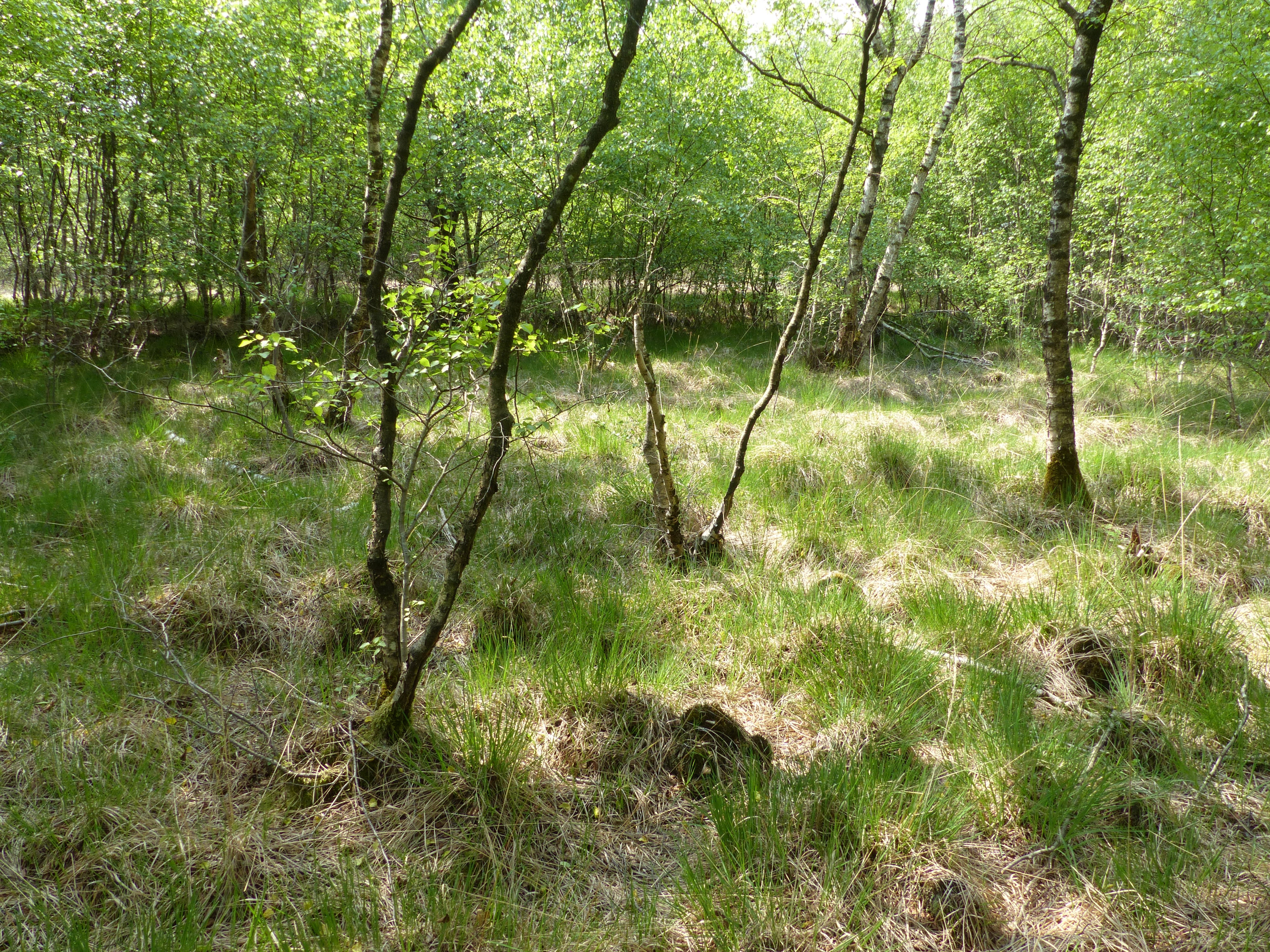
Bockholter Dose,tussen Werlte en Vrees
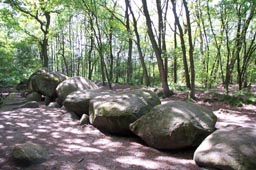
Hunebed De hoogen Steener, Sprockhoff-Nr. 830
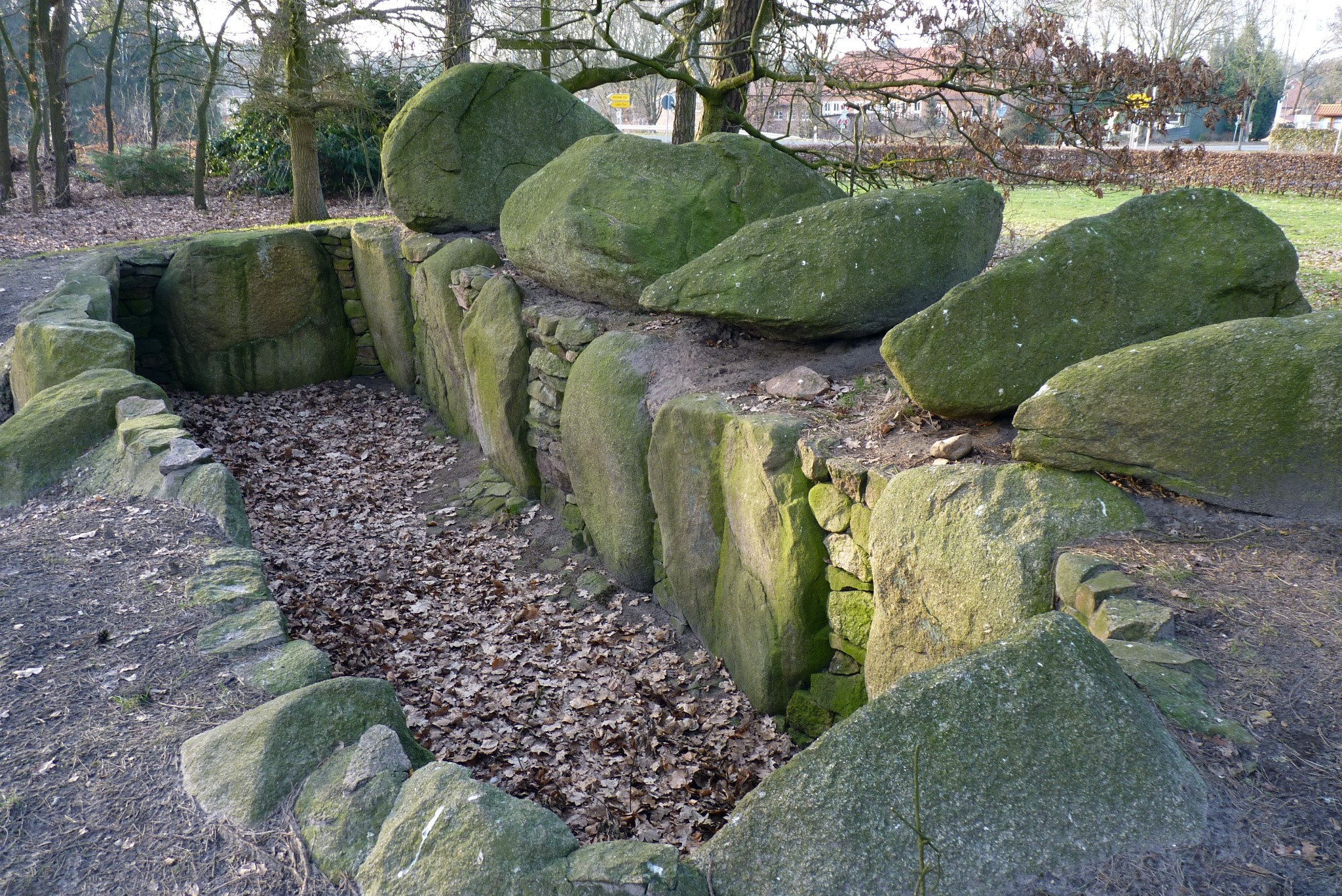
Ganggrab Ostenwalde, ten W van Werlte, Sprockhoff-Nr. 825
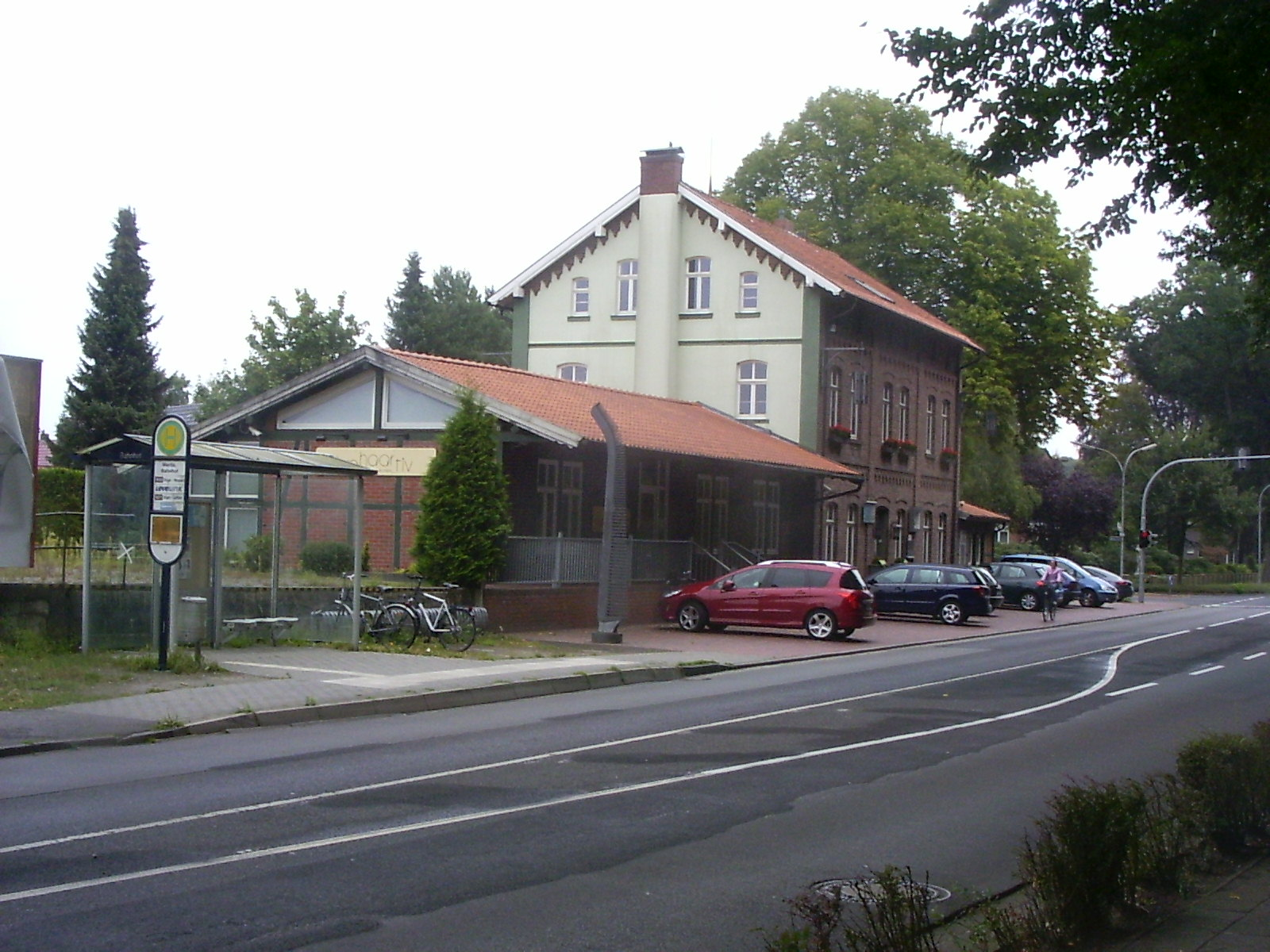
Voormalig stationsgebouw, eindpunt museumspoorlijn naar Lathen
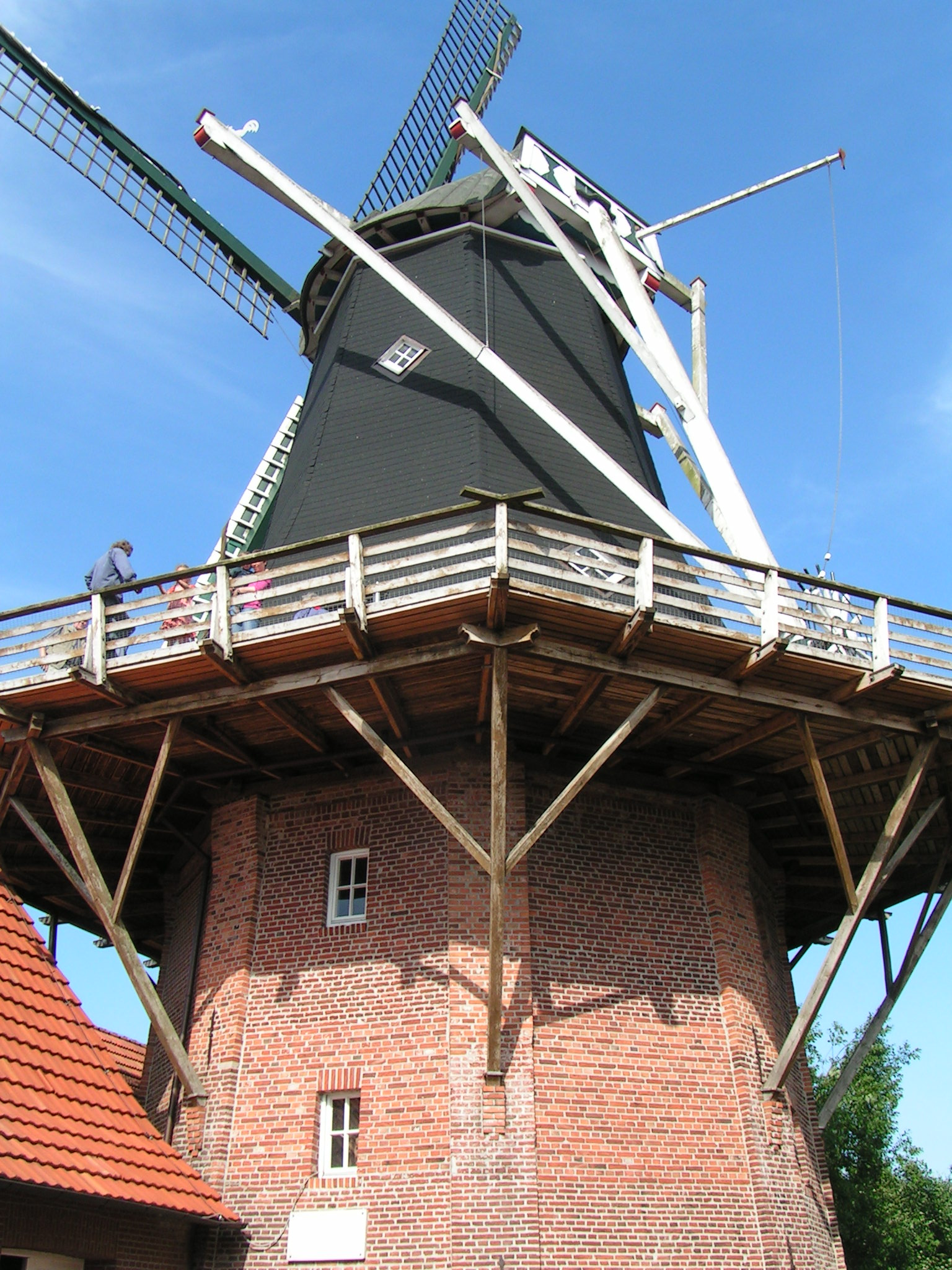
Kreutzmanns Mühle, bovenkruier te Werlte
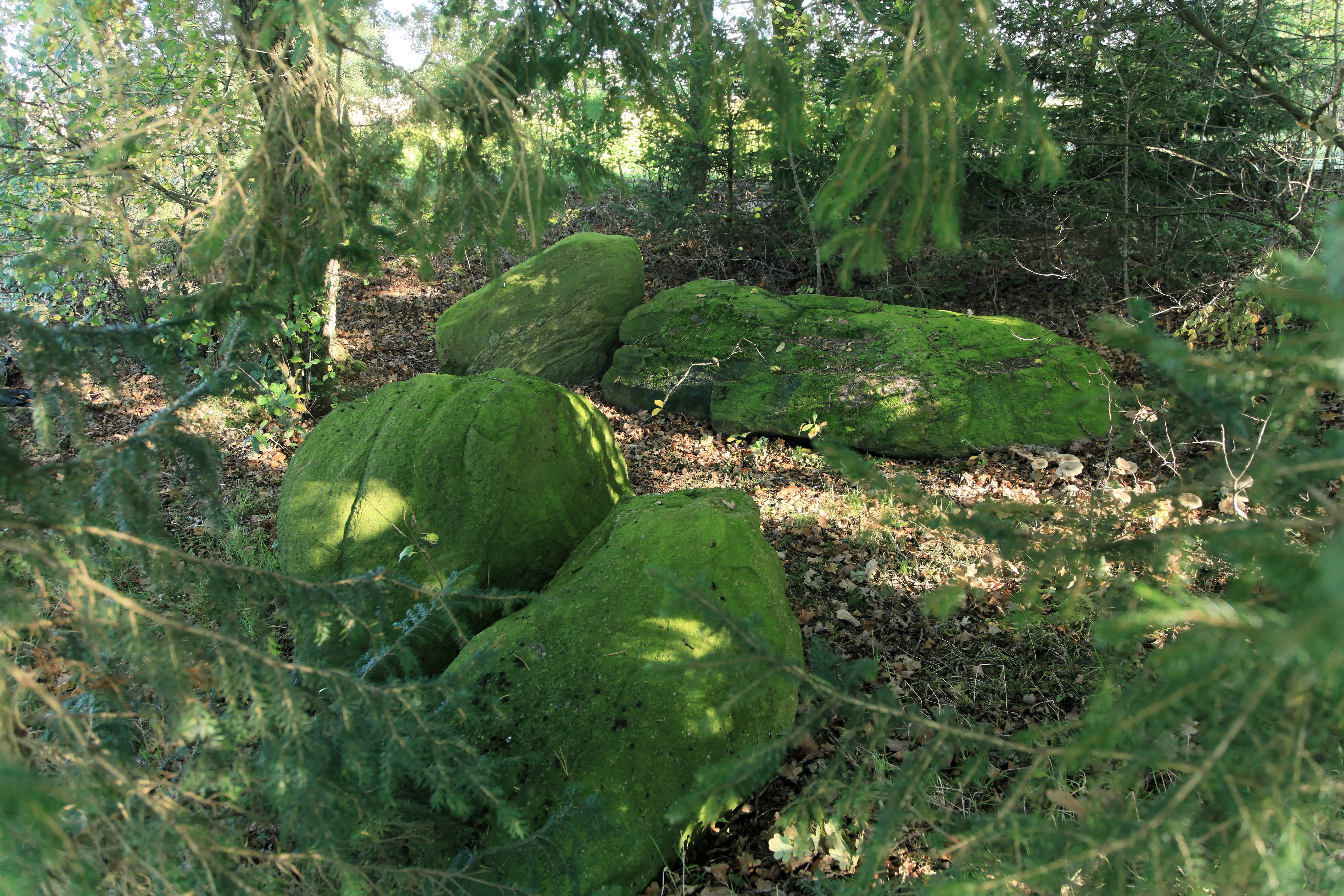
Großsteingrab Lahn II (Sprockhoff-Nr. 839) tussen Lahn en Wehm, een dorp 2 km ten Z van Werlte
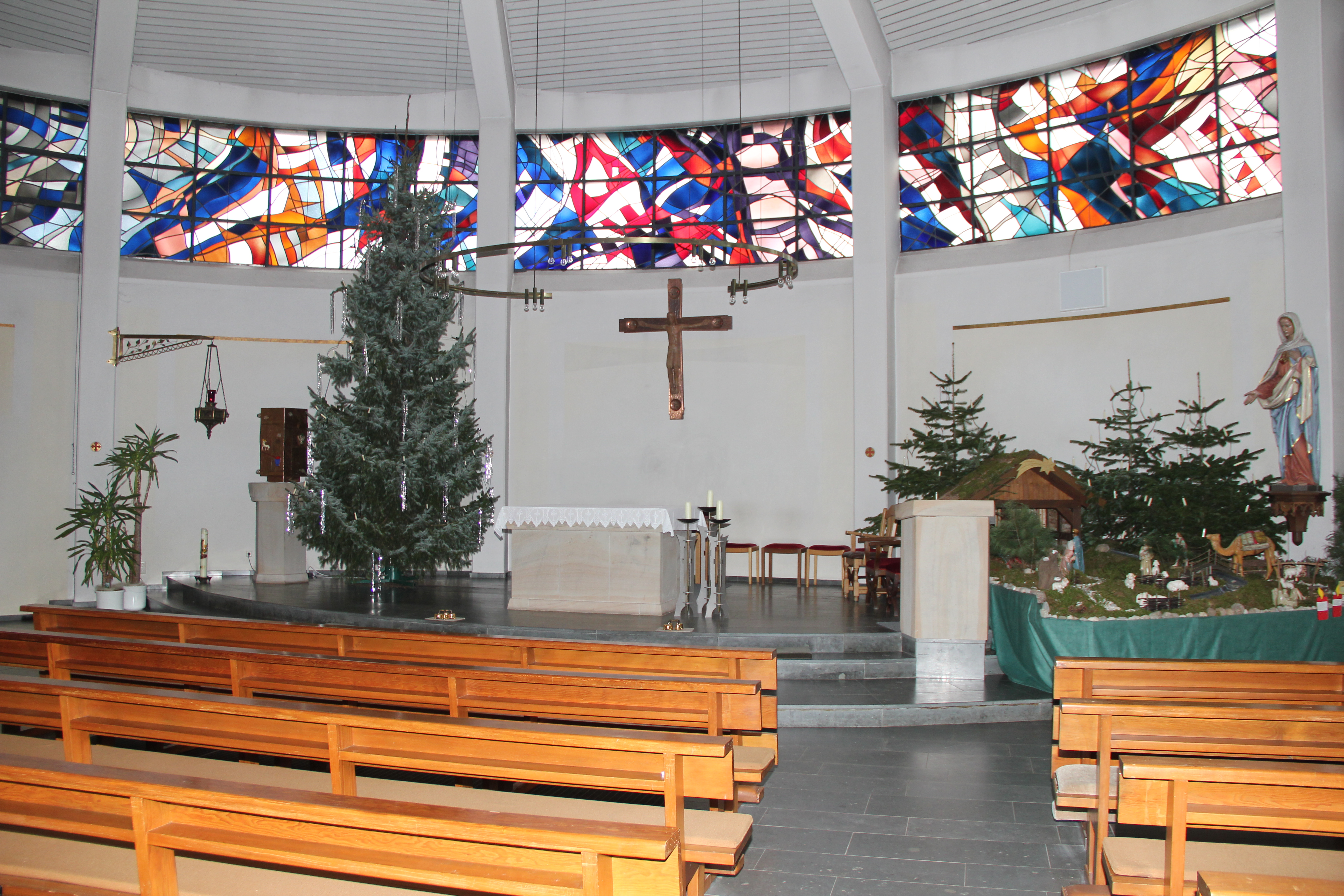
Interieur St. Nicolaaskerk, Vrees

## Belangrijke personen in relatie tot de gemeente

### Geboren
- Aloys Wobben, geb. 1952 in Rastdorf, ingenieur, oprichter van Enercon, producent van windturbines

## Partnergemeentes
- stad Werlte: Lidzbark Warmiński (tot 1945: Heilsberg) in Polen